# Табела факторизација Гаусовог целог броја
Гаусов цео број је или нула, или је један од (±1, ±i), Гаусов главни или композитни. Чланак је табела Гаусових целих бројева x + iy која је праћена или експлицитном факторизацијом или је праћена ознаком (p) ако је цео број главни Гаусов број. Факторизације попримају облик опционе јединице помножене целим степенима Гаусовких простих бројева.
Имајте на уму да постоје рационални прости бројеви који нису Гаусови прости. Једноставан пример је рационални главни број 5, који је урачунат у 5=(2+i)(2−i) у табели, а самим тим не као Гаусов главни.

## Договори
Друга колона табеле садржи само природне бројеве у првом квадранту, што значи да је реални део x позитиван и имагинарни део y је не-негативан. Табела је можда додатно смањена на бројеве у првом октанту у комплексној равни користећи симетрију y + ix =i (x − iy).
Факторизације често нису јединствене у смислу да би јединица могла бити апсорбована у било који други фактор са експонентом једнаким јединици. Улаз 4+2i = −i(1+i)2(2+i), на пример, може да се пише као 4+2i= (1+i)2(1−2i). Уноси у табели решавају ову двосмисленост по следећем договору: фактори су прости у десној комплексној половини са апсолутном вредношћу реалног дела већег или једнаког са апсолутном вредности имагинарног дела.
Ставке су поређане према повећању норме x2 + y2 (секвенца А001481 у OEIS). Табела је потпуна до максималне норме на крају табеле, у смислу да се појављује у другој колони сваког композитног или простог броја у првом квадранту.
Гаусови прости бројеви се јављају само за подскупове норми, детаљно у низу  A055025. Ово су секвенце схватљиве за људе  A103431 и  A103432.

## Факторизације
| норма | цео број                  | чиниоци                                                                          |
| ----- | ------------------------- | -------------------------------------------------------------------------------- |
| 2     | 1+i                       | (p)                                                                              |
| 4     | 2                         | −i·(1+i)2                                                                        |
| 5     | 1+2i 2+i                  | (p) (p)                                                                          |
| 8     | 2+2i                      | −i·(1+i)3                                                                        |
| 9     | 3                         | (p)                                                                              |
| 10    | 1+3i 3+i                  | (1+i)·(2+i) (1+i)·(2−i)                                                          |
| 13    | 2+3i 3+2i                 | (p) (p)                                                                          |
| 16    | 4                         | −(1+i)4                                                                          |
| 17    | 1+4i 4+i                  | (p) (p)                                                                          |
| 18    | 3+3i                      | (1+i)·3                                                                          |
| 20    | 2+4i 4+2i                 | (1+i)2·(2−i) −i·(1+i)2·(2+i)                                                     |
| 25    | 3+4i 4+3i 5               | (2+i)2 i·(2−i)2 (2+i)·(2−i)                                                      |
| 26    | 1+5i 5+i                  | (1+i)·(3+2i) (1+i)·(3−2i)                                                        |
| 29    | 2+5i 5+2i                 | (p) (p)                                                                          |
| 32    | 4+4i                      | −(1+i)5                                                                          |
| 34    | 3+5i 5+3i                 | (1+i)·(4+i) (1+i)·(4−i)                                                          |
| 36    | 6                         | −i·(1+i)2·3                                                                      |
| 37    | 1+6i 6+i                  | (p) (p)                                                                          |
| 40    | 2+6i 6+2i                 | −i·(1+i)3·(2+i) −i·(1+i)3·(2−i)                                                  |
| 41    | 4+5i 5+4i                 | (p) (p)                                                                          |
| 45    | 3+6i 6+3i                 | i·(2−i)·3 (2+i)·3                                                                |
| 49    | 7                         | (p)                                                                              |
| 50    | 1+7i 5+5i 7+i             | i·(1+i)·(2−i)2 (1+i)·(2+i)·(2−i) −i·(1+i)·(2+i)2                                 |
| 52    | 4+6i 6+4i                 | (1+i)2·(3−2i) −i·(1+i)2·(3+2i)                                                   |
| 53    | 2+7i 7+2i                 | (p) (p)                                                                          |
| 58    | 3+7i 7+3i                 | (1+i)·(5+2i) (1+i)·(5−2i)                                                        |
| 61    | 5+6i 6+5i                 | (p) (p)                                                                          |
| 64    | 8                         | i·(1+i)6                                                                         |
| 65    | 1+8i 4+7i 7+4i 8+i        | i·(2+i)·(3−2i) (2+i)·(3+2i) i·(2−i)·(3−2i) (2−i)·(3+2i)                          |
| 68    | 2+8i 8+2i                 | (1+i)2·(4−i) −i·(1+i)2·(4+i)                                                     |
| 72    | 6+6i                      | −i·(1+i)3·3                                                                      |
| 73    | 3+8i 8+3i                 | (p) (p)                                                                          |
| 74    | 5+7i 7+5i                 | (1+i)·(6+i) (1+i)·(6−i)                                                          |
| 80    | 4+8i 8+4i                 | −i·(1+i)4·(2−i) −(1+i)4·(2+i)                                                    |
| 81    | 9                         | 32                                                                               |
| 82    | 1+9i 9+i                  | (1+i)·(5+4i) (1+i)·(5−4i)                                                        |
| 85    | 2+9i 6+7i 7+6i 9+2i       | i·(2−i)·(4+i) i·(2−i)·(4−i) (2+i)·(4+i) (2+i)·(4−i)                              |
| 89    | 5+8i 8+5i                 | (p) (p)                                                                          |
| 90    | 3+9i 9+3i                 | (1+i)·(2+i)·3 (1+i)·(2−i)·3                                                      |
| 97    | 4+9i 9+4i                 | (p) (p)                                                                          |
| 98    | 7+7i                      | (1+i)·7                                                                          |
| 100   | 6+8i 8+6i 10              | −i·(1+i)2·(2+i)2 (1+i)2·(2−i)2 −i·(1+i)2·(2+i)·(2−i)                             |
| 101   | 1+10i 10+i                | (p) (p)                                                                          |
| 104   | 2+10i 10+2i               | −i·(1+i)3·(3+2i) −i·(1+i)3·(3−2i)                                                |
| 106   | 5+9i 9+5i                 | (1+i)·(7+2i) (1+i)·(7−2i)                                                        |
| 109   | 3+10i 10+3i               | (p) (p)                                                                          |
| 113   | 7+8i 8+7i                 | (p) (p)                                                                          |
| 116   | 4+10i 10+4i               | (1+i)2·(5−2i) −i·(1+i)2·(5+2i)                                                   |
| 117   | 6+9i 9+6i                 | i·3·(3−2i) 3·(3+2i)                                                              |
| 121   | 11                        | (p)                                                                              |
| 122   | 1+11i 11+i                | (1+i)·(6+5i) (1+i)·(6−5i)                                                        |
| 125   | 2+11i 5+10i 10+5i 11+2i   | (2+i)3 i·(2+i)·(2−i)2 (2+i)2·(2−i) i·(2−i)3                                      |
| 128   | 8+8i                      | i·(1+i)7                                                                         |
| 130   | 3+11i 7+9i 9+7i 11+3i     | i·(1+i)·(2−i)·(3−2i) (1+i)·(2−i)·(3+2i) (1+i)·(2+i)·(3−2i) −i·(1+i)·(2+i)·(3+2i) |
| 136   | 6+10i 10+6i               | −i·(1+i)3·(4+i) −i·(1+i)3·(4−i)                                                  |
| 137   | 4+11i 11+4i               | (p) (p)                                                                          |
| 144   | 12                        | −(1+i)4·3                                                                        |
| 145   | 1+12i 8+9i 9+8i 12+i      | i·(2−i)·(5+2i) (2+i)·(5+2i) i·(2−i)·(5−2i) (2+i)·(5−2i)                          |
| 146   | 5+11i 11+5i               | (1+i)·(8+3i) (1+i)·(8−3i)                                                        |
| 148   | 2+12i 12+2i               | (1+i)2·(6−i) −i·(1+i)2·(6+i)                                                     |
| 149   | 7+10i 10+7i               | (p) (p)                                                                          |
| 153   | 3+12i 12+3i               | i·3·(4−i) 3·(4+i)                                                                |
| 157   | 6+11i 11+6i               | (p) (p)                                                                          |
| 160   | 4+12i 12+4i               | −(1+i)5·(2+i) −(1+i)5·(2−i)                                                      |
| 162   | 9+9i                      | (1+i)·32                                                                         |
| 164   | 8+10i 10+8i               | (1+i)2·(5−4i) −i·(1+i)2·(5+4i)                                                   |
| 169   | 5+12i 12+5i 13            | (3+2i)2 i·(3−2i)2 (3+2i)·(3−2i)                                                  |
| 170   | 1+13i 7+11i 11+7i 13+i    | (1+i)·(2+i)·(4+i) (1+i)·(2+i)·(4−i) (1+i)·(2−i)·(4+i) (1+i)·(2−i)·(4−i)          |
| 173   | 2+13i 13+2i               | (p) (p)                                                                          |
| 178   | 3+13i 13+3i               | (1+i)·(8+5i) (1+i)·(8−5i)                                                        |
| 180   | 6+12i 12+6i               | (1+i)2·(2−i)·3 −i·(1+i)2·(2+i)·3                                                 |
| 181   | 9+10i 10+9i               | (p) (p)                                                                          |
| 185   | 4+13i 8+11i 11+8i 13+4i   | i·(2−i)·(6+i) i·(2−i)·(6−i) (2+i)·(6+i) (2+i)·(6−i)                              |
| 193   | 7+12i 12+7i               | (p) (p)                                                                          |
| 194   | 5+13i 13+5i               | (1+i)·(9+4i) (1+i)·(9−4i)                                                        |
| 196   | 14                        | −i·(1+i)2·7                                                                      |
| 197   | 1+14i 14+i                | (p) (p)                                                                          |
| 200   | 2+14i 10+10i 14+2i        | (1+i)3·(2−i)2 −i·(1+i)3·(2+i)·(2−i) −(1+i)3·(2+i)2                               |
| 202   | 9+11i 11+9i               | (1+i)·(10+i) (1+i)·(10−i)                                                        |
| 205   | 3+14i 6+13i 13+6i 14+3i   | i·(2+i)·(5−4i) (2+i)·(5+4i) i·(2−i)·(5−4i) (2−i)·(5+4i)                          |
| 208   | 8+12i 12+8i               | −i·(1+i)4·(3−2i) −(1+i)4·(3+2i)                                                  |
| 212   | 4+14i 14+4i               | (1+i)2·(7−2i) −i·(1+i)2·(7+2i)                                                   |
| 218   | 7+13i 13+7i               | (1+i)·(10+3i) (1+i)·(10−3i)                                                      |
| 221   | 5+14i 10+11i 11+10i 14+5i | i·(3−2i)·(4+i) (3+2i)·(4+i) i·(3−2i)·(4−i) (3+2i)·(4−i)                          |
| 225   | 9+12i 12+9i 15            | (2+i)2·3 i·(2−i)2·3 (2+i)·(2−i)·3                                                |
| 226   | 1+15i 15+i                | (1+i)·(8+7i) (1+i)·(8−7i)                                                        |
| 229   | 2+15i 15+2i               | (p) (p)                                                                          |
| 232   | 6+14i 14+6i               | −i·(1+i)3·(5+2i) −i·(1+i)3·(5−2i)                                                |
| 233   | 8+13i 13+8i               | (p) (p)                                                                          |
| 234   | 3+15i 15+3i               | (1+i)·3·(3+2i) (1+i)·3·(3−2i)                                                    |
| 241   | 4+15i 15+4i               | (p) (p)                                                                          |
| 242   | 11+11i                    | (1+i)·11                                                                         |
| 244   | 10+12i 12+10i             | (1+i)2·(6−5i) −i·(1+i)2·(6+5i)                                                   |
| 245   | 7+14i 14+7i               | i·(2−i)·7 (2+i)·7                                                                |
| 250   | 5+15i 9+13i 13+9i 15+5i   | (1+i)·(2+i)2·(2−i) i·(1+i)·(2−i)3 −i·(1+i)·(2+i)3 (1+i)·(2+i)·(2−i)2             |

| норма | цео број                              | чиниоци                                                                                             |
| ----- | ------------------------------------- | --------------------------------------------------------------------------------------------------- |
| 256   | 16                                    | (1+i)8                                                                                              |
| 257   | 1+16i 16+i                            | (p) (p)                                                                                             |
| 260   | 2+16i 8+14i 14+8i 16+2i               | (1+i)2·(2+i)·(3−2i) −i·(1+i)2·(2+i)·(3+2i) (1+i)2·(2−i)·(3−2i) −i·(1+i)2·(2−i)·(3+2i)               |
| 261   | 6+15i 15+6i                           | i·3·(5−2i) 3·(5+2i)                                                                                 |
| 265   | 3+16i 11+12i 12+11i 16+3i             | i·(2−i)·(7+2i) i·(2−i)·(7−2i) (2+i)·(7+2i) (2+i)·(7−2i)                                             |
| 269   | 10+13i 13+10i                         | (p) (p)                                                                                             |
| 272   | 4+16i 16+4i                           | −i·(1+i)4·(4−i) −(1+i)4·(4+i)                                                                       |
| 274   | 7+15i 15+7i                           | (1+i)·(11+4i) (1+i)·(11−4i)                                                                         |
| 277   | 9+14i 14+9i                           | (p) (p)                                                                                             |
| 281   | 5+16i 16+5i                           | (p) (p)                                                                                             |
| 288   | 12+12i                                | −(1+i)5·3                                                                                           |
| 289   | 8+15i 15+8i 17                        | i·(4−i)2 (4+i)2 (4+i)·(4−i)                                                                         |
| 290   | 1+17i 11+13i 13+11i 17+i              | i·(1+i)·(2−i)·(5−2i) (1+i)·(2+i)·(5−2i) (1+i)·(2−i)·(5+2i) −i·(1+i)·(2+i)·(5+2i)                    |
| 292   | 6+16i 16+6i                           | (1+i)2·(8−3i) −i·(1+i)2·(8+3i)                                                                      |
| 293   | 2+17i 17+2i                           | (p) (p)                                                                                             |
| 296   | 10+14i 14+10i                         | −i·(1+i)3·(6+i) −i·(1+i)3·(6−i)                                                                     |
| 298   | 3+17i 17+3i                           | (1+i)·(10+7i) (1+i)·(10−7i)                                                                         |
| 305   | 4+17i 7+16i 16+7i 17+4i               | i·(2+i)·(6−5i) (2+i)·(6+5i) i·(2−i)·(6−5i) (2−i)·(6+5i)                                             |
| 306   | 9+15i 15+9i                           | (1+i)·3·(4+i) (1+i)·3·(4−i)                                                                         |
| 313   | 12+13i 13+12i                         | (p) (p)                                                                                             |
| 314   | 5+17i 17+5i                           | (1+i)·(11+6i) (1+i)·(11−6i)                                                                         |
| 317   | 11+14i 14+11i                         | (p) (p)                                                                                             |
| 320   | 8+16i 16+8i                           | −(1+i)6·(2−i) i·(1+i)6·(2+i)                                                                        |
| 324   | 18                                    | −i·(1+i)2·32                                                                                        |
| 325   | 1+18i 6+17i 10+15i 15+10i 17+6i 18+i  | (2+i)2·(3+2i) i·(2−i)2·(3+2i) i·(2+i)·(2−i)·(3−2i) (2+i)·(2−i)·(3+2i) (2+i)2·(3−2i) i·(2−i)2·(3−2i) |
| 328   | 2+18i 18+2i                           | −i·(1+i)3·(5+4i) −i·(1+i)3·(5−4i)                                                                   |
| 333   | 3+18i 18+3i                           | i·3·(6−i) 3·(6+i)                                                                                   |
| 337   | 9+16i 16+9i                           | (p) (p)                                                                                             |
| 338   | 7+17i 13+13i 17+7i                    | i·(1+i)·(3−2i)2 (1+i)·(3+2i)·(3−2i) −i·(1+i)·(3+2i)2                                                |
| 340   | 4+18i 12+14i 14+12i 18+4i             | (1+i)2·(2−i)·(4+i) (1+i)2·(2−i)·(4−i) −i·(1+i)2·(2+i)·(4+i) −i·(1+i)2·(2+i)·(4−i)                   |
| 346   | 11+15i 15+11i                         | (1+i)·(13+2i) (1+i)·(13−2i)                                                                         |
| 349   | 5+18i 18+5i                           | (p) (p)                                                                                             |
| 353   | 8+17i 17+8i                           | (p) (p)                                                                                             |
| 356   | 10+16i 16+10i                         | (1+i)2·(8−5i) −i·(1+i)2·(8+5i)                                                                      |
| 360   | 6+18i 18+6i                           | −i·(1+i)3·(2+i)·3 −i·(1+i)3·(2−i)·3                                                                 |
| 361   | 19                                    | (p)                                                                                                 |
| 362   | 1+19i 19+i                            | (1+i)·(10+9i) (1+i)·(10−9i)                                                                         |
| 365   | 2+19i 13+14i 14+13i 19+2i             | i·(2−i)·(8+3i) (2+i)·(8+3i) i·(2−i)·(8−3i) (2+i)·(8−3i)                                             |
| 369   | 12+15i 15+12i                         | i·3·(5−4i) 3·(5+4i)                                                                                 |
| 370   | 3+19i 9+17i 17+9i 19+3i               | (1+i)·(2+i)·(6+i) (1+i)·(2+i)·(6−i) (1+i)·(2−i)·(6+i) (1+i)·(2−i)·(6−i)                             |
| 373   | 7+18i 18+7i                           | (p) (p)                                                                                             |
| 377   | 4+19i 11+16i 16+11i 19+4i             | i·(3−2i)·(5+2i) (3+2i)·(5+2i) i·(3−2i)·(5−2i) (3+2i)·(5−2i)                                         |
| 386   | 5+19i 19+5i                           | (1+i)·(12+7i) (1+i)·(12−7i)                                                                         |
| 388   | 8+18i 18+8i                           | (1+i)2·(9−4i) −i·(1+i)2·(9+4i)                                                                      |
| 389   | 10+17i 17+10i                         | (p) (p)                                                                                             |
| 392   | 14+14i                                | −i·(1+i)3·7                                                                                         |
| 394   | 13+15i 15+13i                         | (1+i)·(14+i) (1+i)·(14−i)                                                                           |
| 397   | 6+19i 19+6i                           | (p) (p)                                                                                             |
| 400   | 12+16i 16+12i 20                      | −(1+i)4·(2+i)2 −i·(1+i)4·(2−i)2 −(1+i)4·(2+i)·(2−i)                                                 |
| 401   | 1+20i 20+i                            | (p) (p)                                                                                             |
| 404   | 2+20i 20+2i                           | (1+i)2·(10−i) −i·(1+i)2·(10+i)                                                                      |
| 405   | 9+18i 18+9i                           | i·(2−i)·32 (2+i)·32                                                                                 |
| 409   | 3+20i 20+3i                           | (p) (p)                                                                                             |
| 410   | 7+19i 11+17i 17+11i 19+7i             | i·(1+i)·(2−i)·(5−4i) (1+i)·(2−i)·(5+4i) (1+i)·(2+i)·(5−4i) −i·(1+i)·(2+i)·(5+4i)                    |
| 416   | 4+20i 20+4i                           | −(1+i)5·(3+2i) −(1+i)5·(3−2i)                                                                       |
| 421   | 14+15i 15+14i                         | (p) (p)                                                                                             |
| 424   | 10+18i 18+10i                         | −i·(1+i)3·(7+2i) −i·(1+i)3·(7−2i)                                                                   |
| 425   | 5+20i 8+19i 13+16i 16+13i 19+8i 20+5i | i·(2+i)·(2−i)·(4−i) (2+i)2·(4+i) i·(2−i)2·(4+i) (2+i)2·(4−i) i·(2−i)2·(4−i) (2+i)·(2−i)·(4+i)       |
| 433   | 12+17i 17+12i                         | (p) (p)                                                                                             |
| 436   | 6+20i 20+6i                           | (1+i)2·(10−3i) −i·(1+i)2·(10+3i)                                                                    |
| 441   | 21                                    | 3·7                                                                                                 |
| 442   | 1+21i 9+19i 19+9i 21+i                | i·(1+i)·(3−2i)·(4−i) (1+i)·(3+2i)·(4−i) (1+i)·(3−2i)·(4+i) −i·(1+i)·(3+2i)·(4+i)                    |
| 445   | 2+21i 11+18i 18+11i 21+2i             | i·(2+i)·(8−5i) (2+i)·(8+5i) i·(2−i)·(8−5i) (2−i)·(8+5i)                                             |
| 449   | 7+20i 20+7i                           | (p) (p)                                                                                             |
| 450   | 3+21i 15+15i 21+3i                    | i·(1+i)·(2−i)2·3 (1+i)·(2+i)·(2−i)·3 −i·(1+i)·(2+i)2·3                                              |
| 452   | 14+16i 16+14i                         | (1+i)2·(8−7i) −i·(1+i)2·(8+7i)                                                                      |
| 457   | 4+21i 21+4i                           | (p) (p)                                                                                             |
| 458   | 13+17i 17+13i                         | (1+i)·(15+2i) (1+i)·(15−2i)                                                                         |
| 461   | 10+19i 19+10i                         | (p) (p)                                                                                             |
| 464   | 8+20i 20+8i                           | −i·(1+i)4·(5−2i) −(1+i)4·(5+2i)                                                                     |
| 466   | 5+21i 21+5i                           | (1+i)·(13+8i) (1+i)·(13−8i)                                                                         |
| 468   | 12+18i 18+12i                         | (1+i)2·3·(3−2i) −i·(1+i)2·3·(3+2i)                                                                  |
| 477   | 6+21i 21+6i                           | i·3·(7−2i) 3·(7+2i)                                                                                 |
| 481   | 9+20i 15+16i 16+15i 20+9i             | i·(3−2i)·(6+i) i·(3−2i)·(6−i) (3+2i)·(6+i) (3+2i)·(6−i)                                             |
| 482   | 11+19i 19+11i                         | (1+i)·(15+4i) (1+i)·(15−4i)                                                                         |
| 484   | 22                                    | −i·(1+i)2·11                                                                                        |
| 485   | 1+22i 14+17i 17+14i 22+i              | i·(2−i)·(9+4i) (2+i)·(9+4i) i·(2−i)·(9−4i) (2+i)·(9−4i)                                             |
| 488   | 2+22i 22+2i                           | −i·(1+i)3·(6+5i) −i·(1+i)3·(6−5i)                                                                   |
| 490   | 7+21i 21+7i                           | (1+i)·(2+i)·7 (1+i)·(2−i)·7                                                                         |
| 493   | 3+22i 13+18i 18+13i 22+3i             | i·(4+i)·(5−2i) i·(4−i)·(5−2i) (4+i)·(5+2i) (4−i)·(5+2i)                                             |
| 500   | 4+22i 10+20i 20+10i 22+4i             | −i·(1+i)2·(2+i)3 (1+i)2·(2+i)·(2−i)2 −i·(1+i)2·(2+i)2·(2−i) (1+i)2·(2−i)3                           |

| норма | цео број                                | чиниоци |
| ----- | --------------------------------------- | --- |
| 505   | 8+21i 12+19i 19+12i 21+8i               | i·(2−i)·(10+i) i·(2−i)·(10−i) (2+i)·(10+i) (2+i)·(10−i)                                                                                |
| 509   | 5+22i 22+5i                             | (p) (p) |
| 512   | 16+16i                                  | (1+i)9 |
| 514   | 15+17i 17+15i                           | (1+i)·(16+i) (1+i)·(16−i) |
| 520   | 6+22i 14+18i 18+14i 22+6i               | (1+i)3·(2−i)·(3−2i) −i·(1+i)3·(2−i)·(3+2i) −i·(1+i)3·(2+i)·(3−2i) −(1+i)3·(2+i)·(3+2i)                                                 |
| 521   | 11+20i 20+11i                           | (p) (p) |
| 522   | 9+21i 21+9i                             | (1+i)·3·(5+2i) (1+i)·3·(5−2i) |
| 529   | 23                                      | (p) |
| 530   | 1+23i 13+19i 19+13i 23+i                | (1+i)·(2+i)·(7+2i) (1+i)·(2+i)·(7−2i) (1+i)·(2−i)·(7+2i) (1+i)·(2−i)·(7−2i)                                                            |
| 533   | 2+23i 7+22i 22+7i 23+2i                 | i·(3+2i)·(5−4i) (3+2i)·(5+4i) i·(3−2i)·(5−4i) (3−2i)·(5+4i)                                                                            |
| 538   | 3+23i 23+3i                             | (1+i)·(13+10i) (1+i)·(13−10i) |
| 541   | 10+21i 21+10i                           | (p) (p) |
| 544   | 12+20i 20+12i                           | −(1+i)5·(4+i) −(1+i)5·(4−i) |
| 545   | 4+23i 16+17i 17+16i 23+4i               | i·(2−i)·(10+3i) i·(2−i)·(10−3i) (2+i)·(10+3i) (2+i)·(10−3i)                                                                            |
| 548   | 8+22i 22+8i                             | (1+i)2·(11−4i) −i·(1+i)2·(11+4i) |
| 549   | 15+18i 18+15i                           | i·3·(6−5i) 3·(6+5i) |
| 554   | 5+23i 23+5i                             | (1+i)·(14+9i) (1+i)·(14−9i) |
| 557   | 14+19i 19+14i                           | (p) (p) |
| 562   | 11+21i 21+11i                           | (1+i)·(16+5i) (1+i)·(16−5i) |
| 565   | 6+23i 9+22i 22+9i 23+6i                 | i·(2+i)·(8−7i) (2+i)·(8+7i) i·(2−i)·(8−7i) (2−i)·(8+7i)                                                                                |
| 569   | 13+20i 20+13i                           | (p) (p) |
| 576   | 24                                      | i·(1+i)6·3 |
| 577   | 1+24i 24+i                              | (p) (p) |
| 578   | 7+23i 17+17i 23+7i                      | (1+i)·(4+i)2 (1+i)·(4+i)·(4−i) (1+i)·(4−i)2                                                                                            |
| 580   | 2+24i 16+18i 18+16i 24+2i               | (1+i)2·(2−i)·(5+2i) −i·(1+i)2·(2+i)·(5+2i) (1+i)2·(2−i)·(5−2i) −i·(1+i)2·(2+i)·(5−2i)                                                  |
| 584   | 10+22i 22+10i                           | −i·(1+i)3·(8+3i) −i·(1+i)3·(8−3i) |
| 585   | 3+24i 12+21i 21+12i 24+3i               | i·(2+i)·3·(3−2i) (2+i)·3·(3+2i) i·(2−i)·3·(3−2i) (2−i)·3·(3+2i)                                                                        |
| 586   | 15+19i 19+15i                           | (1+i)·(17+2i) (1+i)·(17−2i) |
| 592   | 4+24i 24+4i                             | −i·(1+i)4·(6−i) −(1+i)4·(6+i) |
| 593   | 8+23i 23+8i                             | (p) (p) |
| 596   | 14+20i 20+14i                           | (1+i)2·(10−7i) −i·(1+i)2·(10+7i) |
| 601   | 5+24i 24+5i                             | (p) (p) |
| 605   | 11+22i 22+11i                           | i·(2−i)·11 (2+i)·11 |
| 610   | 9+23i 13+21i 21+13i 23+9i               | i·(1+i)·(2−i)·(6−5i) (1+i)·(2−i)·(6+5i) (1+i)·(2+i)·(6−5i) −i·(1+i)·(2+i)·(6+5i)                                                       |
| 612   | 6+24i 24+6i                             | (1+i)2·3·(4−i) −i·(1+i)2·3·(4+i) |
| 613   | 17+18i 18+17i                           | (p) (p) |
| 617   | 16+19i 19+16i                           | (p) (p) |
| 625   | 7+24i 15+20i 20+15i 24+7i 25            | −(2−i)4 (2+i)3·(2−i) i·(2+i)·(2−i)3 −i·(2+i)4 (2+i)2·(2−i)2                                                                            |
| 626   | 1+25i 25+i                              | (1+i)·(13+12i) (1+i)·(13−12i) |
| 628   | 12+22i 22+12i                           | (1+i)2·(11−6i) −i·(1+i)2·(11+6i) |
| 629   | 2+25i 10+23i 23+10i 25+2i               | i·(4−i)·(6+i) i·(4−i)·(6−i) (4+i)·(6+i) (4+i)·(6−i)                                                                                    |
| 634   | 3+25i 25+3i                             | (1+i)·(14+11i) (1+i)·(14−11i) |
| 637   | 14+21i 21+14i                           | i·(3−2i)·7 (3+2i)·7 |
| 640   | 8+24i 24+8i                             | i·(1+i)7·(2+i) i·(1+i)7·(2−i) |
| 641   | 4+25i 25+4i                             | (p) (p) |
| 648   | 18+18i                                  | −i·(1+i)3·32 |
| 650   | 5+25i 11+23i 17+19i 19+17i 23+11i 25+5i | (1+i)·(2+i)·(2−i)·(3+2i) (1+i)·(2+i)2·(3−2i) i·(1+i)·(2−i)2·(3−2i) −i·(1+i)·(2+i)2·(3+2i) (1+i)·(2−i)2·(3+2i) (1+i)·(2+i)·(2−i)·(3−2i) |
| 653   | 13+22i 22+13i                           | (p) (p) |
| 656   | 16+20i 20+16i                           | −i·(1+i)4·(5−4i) −(1+i)4·(5+4i) |
| 657   | 9+24i 24+9i                             | i·3·(8−3i) 3·(8+3i) |
| 661   | 6+25i 25+6i                             | (p) (p) |
| 666   | 15+21i 21+15i                           | (1+i)·3·(6+i) (1+i)·3·(6−i) |
| 673   | 12+23i 23+12i                           | (p) (p) |
| 674   | 7+25i 25+7i                             | (1+i)·(16+9i) (1+i)·(16−9i) |
| 676   | 10+24i 24+10i 26                        | −i·(1+i)2·(3+2i)2 (1+i)2·(3−2i)2 −i·(1+i)2·(3+2i)·(3−2i)                                                                               |
| 677   | 1+26i 26+i                              | (p) (p) |
| 680   | 2+26i 14+22i 22+14i 26+2i               | −i·(1+i)3·(2+i)·(4+i) −i·(1+i)3·(2+i)·(4−i) −i·(1+i)3·(2−i)·(4+i) −i·(1+i)3·(2−i)·(4−i)                                                |
| 685   | 3+26i 18+19i 19+18i 26+3i               | i·(2−i)·(11+4i) (2+i)·(11+4i) i·(2−i)·(11−4i) (2+i)·(11−4i)                                                                            |
| 689   | 8+25i 17+20i 20+17i 25+8i               | i·(3−2i)·(7+2i) (3+2i)·(7+2i) i·(3−2i)·(7−2i) (3+2i)·(7−2i)                                                                            |
| 692   | 4+26i 26+4i                             | (1+i)2·(13−2i) −i·(1+i)2·(13+2i) |
| 697   | 11+24i 16+21i 21+16i 24+11i             | i·(4+i)·(5−4i) (4+i)·(5+4i) i·(4−i)·(5−4i) (4−i)·(5+4i)                                                                                |
| 698   | 13+23i 23+13i                           | (1+i)·(18+5i) (1+i)·(18−5i) |
| 701   | 5+26i 26+5i                             | (p) (p) |
| 706   | 9+25i 25+9i                             | (1+i)·(17+8i) (1+i)·(17−8i) |
| 709   | 15+22i 22+15i                           | (p) (p) |
| 712   | 6+26i 26+6i                             | −i·(1+i)3·(8+5i) −i·(1+i)3·(8−5i) |
| 720   | 12+24i 24+12i                           | −i·(1+i)4·(2−i)·3 −(1+i)4·(2+i)·3 |
| 722   | 19+19i                                  | (1+i)·19 |
| 724   | 18+20i 20+18i                           | (1+i)2·(10−9i) −i·(1+i)2·(10+9i) |
| 725   | 7+26i 10+25i 14+23i 23+14i 25+10i 26+7i | (2+i)2·(5+2i) i·(2+i)·(2−i)·(5−2i) i·(2−i)2·(5+2i) (2+i)2·(5−2i) (2+i)·(2−i)·(5+2i) i·(2−i)2·(5−2i)                                    |
| 729   | 27                                      | 33 |
| 730   | 1+27i 17+21i 21+17i 27+i                | i·(1+i)·(2−i)·(8−3i) (1+i)·(2+i)·(8−3i) (1+i)·(2−i)·(8+3i) −i·(1+i)·(2+i)·(8+3i)                                                       |
| 733   | 2+27i 27+2i                             | (p) (p) |
| 738   | 3+27i 27+3i                             | (1+i)·3·(5+4i) (1+i)·3·(5−4i) |
| 740   | 8+26i 16+22i 22+16i 26+8i               | (1+i)2·(2−i)·(6+i) (1+i)2·(2−i)·(6−i) −i·(1+i)2·(2+i)·(6+i) −i·(1+i)2·(2+i)·(6−i)                                                      |
| 745   | 4+27i 13+24i 24+13i 27+4i               | i·(2+i)·(10−7i) (2+i)·(10+7i) i·(2−i)·(10−7i) (2−i)·(10+7i)                                                                            |
| 746   | 11+25i 25+11i                           | (1+i)·(18+7i) (1+i)·(18−7i) |

| норма | цео број                                | чиниоци |
| ----- | --------------------------------------- | --- |
| 754   | 5+27i 15+23i 23+15i 27+5i               | i·(1+i)·(3−2i)·(5−2i) (1+i)·(3+2i)·(5−2i) (1+i)·(3−2i)·(5+2i) −i·(1+i)·(3+2i)·(5+2i)                                             |
| 757   | 9+26i 26+9i                             | (p) (p) |
| 761   | 19+20i 20+19i                           | (p) (p) |
| 765   | 6+27i 18+21i 21+18i 27+6i               | i·(2−i)·3·(4+i) i·(2−i)·3·(4−i) (2+i)·3·(4+i) (2+i)·3·(4−i)                                                                      |
| 769   | 12+25i 25+12i                           | (p) (p) |
| 772   | 14+24i 24+14i                           | (1+i)2·(12−7i) −i·(1+i)2·(12+7i)                                                                                                 |
| 773   | 17+22i 22+17i                           | (p) (p) |
| 776   | 10+26i 26+10i                           | −i·(1+i)3·(9+4i) −i·(1+i)3·(9−4i)                                                                                                |
| 778   | 7+27i 27+7i                             | (1+i)·(17+10i) (1+i)·(17−10i) |
| 784   | 28                                      | −(1+i)4·7 |
| 785   | 1+28i 16+23i 23+16i 28+i                | i·(2+i)·(11−6i) (2+i)·(11+6i) i·(2−i)·(11−6i) (2−i)·(11+6i)                                                                      |
| 788   | 2+28i 28+2i                             | (1+i)2·(14−i) −i·(1+i)2·(14+i)                                                                                                   |
| 793   | 3+28i 8+27i 27+8i 28+3i                 | i·(3+2i)·(6−5i) (3+2i)·(6+5i) i·(3−2i)·(6−5i) (3−2i)·(6+5i)                                                                      |
| 794   | 13+25i 25+13i                           | (1+i)·(19+6i) (1+i)·(19−6i) |
| 797   | 11+26i 26+11i                           | (p) (p) |
| 800   | 4+28i 20+20i 28+4i                      | −i·(1+i)5·(2−i)2 −(1+i)5·(2+i)·(2−i) i·(1+i)5·(2+i)2                                                                             |
| 801   | 15+24i 24+15i                           | i·3·(8−5i) 3·(8+5i) |
| 802   | 19+21i 21+19i                           | (1+i)·(20+i) (1+i)·(20−i) |
| 808   | 18+22i 22+18i                           | −i·(1+i)3·(10+i) −i·(1+i)3·(10−i)                                                                                                |
| 809   | 5+28i 28+5i                             | (p) (p) |
| 810   | 9+27i 27+9i                             | (1+i)·(2+i)·32 (1+i)·(2−i)·32 |
| 818   | 17+23i 23+17i                           | (1+i)·(20+3i) (1+i)·(20−3i) |
| 820   | 6+28i 12+26i 26+12i 28+6i               | (1+i)2·(2+i)·(5−4i) −i·(1+i)2·(2+i)·(5+4i) (1+i)2·(2−i)·(5−4i) −i·(1+i)2·(2−i)·(5+4i)                                            |
| 821   | 14+25i 25+14i                           | (p) (p) |
| 829   | 10+27i 27+10i                           | (p) (p) |
| 832   | 16+24i 24+16i                           | −(1+i)6·(3−2i) i·(1+i)6·(3+2i)                                                                                                   |
| 833   | 7+28i 28+7i                             | i·(4−i)·7 (4+i)·7 |
| 841   | 20+21i 21+20i 29                        | i·(5−2i)2 (5+2i)2 (5+2i)·(5−2i)                                                                                                  |
| 842   | 1+29i 29+i                              | (1+i)·(15+14i) (1+i)·(15−14i) |
| 845   | 2+29i 13+26i 19+22i 22+19i 26+13i 29+2i | −(2−i)·(3−2i)2 i·(2−i)·(3+2i)·(3−2i) i·(2+i)·(3−2i)2 (2−i)·(3+2i)2 (2+i)·(3+2i)·(3−2i) −i·(2+i)·(3+2i)2                          |
| 848   | 8+28i 28+8i                             | −i·(1+i)4·(7−2i) −(1+i)4·(7+2i)                                                                                                  |
| 850   | 3+29i 11+27i 15+25i 25+15i 27+11i 29+3i | (1+i)·(2+i)2·(4−i) i·(1+i)·(2−i)2·(4−i) (1+i)·(2+i)·(2−i)·(4+i) (1+i)·(2+i)·(2−i)·(4−i) −i·(1+i)·(2+i)2·(4+i) (1+i)·(2−i)2·(4+i) |
| 853   | 18+23i 23+18i                           | (p) (p) |
| 857   | 4+29i 29+4i                             | (p) (p) |
| 865   | 9+28i 17+24i 24+17i 28+9i               | i·(2−i)·(13+2i) i·(2−i)·(13−2i) (2+i)·(13+2i) (2+i)·(13−2i)                                                                      |
| 866   | 5+29i 29+5i                             | (1+i)·(17+12i) (1+i)·(17−12i) |
| 872   | 14+26i 26+14i                           | −i·(1+i)3·(10+3i) −i·(1+i)3·(10−3i)                                                                                              |
| 873   | 12+27i 27+12i                           | i·3·(9−4i) 3·(9+4i) |
| 877   | 6+29i 29+6i                             | (p) (p) |
| 881   | 16+25i 25+16i                           | (p) (p) |
| 882   | 21+21i                                  | (1+i)·3·7 |
| 884   | 10+28i 20+22i 22+20i 28+10i             | (1+i)2·(3−2i)·(4+i) −i·(1+i)2·(3+2i)·(4+i) (1+i)2·(3−2i)·(4−i) −i·(1+i)2·(3+2i)·(4−i)                                            |
| 890   | 7+29i 19+23i 23+19i 29+7i               | i·(1+i)·(2−i)·(8−5i) (1+i)·(2−i)·(8+5i) (1+i)·(2+i)·(8−5i) −i·(1+i)·(2+i)·(8+5i)                                                 |
| 898   | 13+27i 27+13i                           | (1+i)·(20+7i) (1+i)·(20−7i) |
| 900   | 18+24i 24+18i 30                        | −i·(1+i)2·(2+i)2·3 (1+i)2·(2−i)2·3 −i·(1+i)2·(2+i)·(2−i)·3                                                                       |
| 901   | 1+30i 15+26i 26+15i 30+i                | i·(4+i)·(7−2i) i·(4−i)·(7−2i) (4+i)·(7+2i) (4−i)·(7+2i)                                                                          |
| 904   | 2+30i 30+2i                             | −i·(1+i)3·(8+7i) −i·(1+i)3·(8−7i)                                                                                                |
| 905   | 8+29i 11+28i 28+11i 29+8i               | i·(2+i)·(10−9i) (2+i)·(10+9i) i·(2−i)·(10−9i) (2−i)·(10+9i)                                                                      |
| 909   | 3+30i 30+3i                             | i·3·(10−i) 3·(10+i) |
| 914   | 17+25i 25+17i                           | (1+i)·(21+4i) (1+i)·(21−4i) |
| 916   | 4+30i 30+4i                             | (1+i)2·(15−2i) −i·(1+i)2·(15+2i)                                                                                                 |
| 922   | 9+29i 29+9i                             | (1+i)·(19+10i) (1+i)·(19−10i) |
| 925   | 5+30i 14+27i 21+22i 22+21i 27+14i 30+5i | i·(2+i)·(2−i)·(6−i) (2+i)2·(6+i) i·(2−i)2·(6+i) (2+i)2·(6−i) i·(2−i)2·(6−i) (2+i)·(2−i)·(6+i)                                    |
| 928   | 12+28i 28+12i                           | −(1+i)5·(5+2i) −(1+i)5·(5−2i) |
| 929   | 20+23i 23+20i                           | (p) (p) |
| 932   | 16+26i 26+16i                           | (1+i)2·(13−8i) −i·(1+i)2·(13+8i)                                                                                                 |
| 936   | 6+30i 30+6i                             | −i·(1+i)3·3·(3+2i) −i·(1+i)3·3·(3−2i)                                                                                            |
| 937   | 19+24i 24+19i                           | (p) (p) |
| 941   | 10+29i 29+10i                           | (p) (p) |
| 949   | 7+30i 18+25i 25+18i 30+7i               | i·(3−2i)·(8+3i) (3+2i)·(8+3i) i·(3−2i)·(8−3i) (3+2i)·(8−3i)                                                                      |
| 953   | 13+28i 28+13i                           | (p) (p) |
| 954   | 15+27i 27+15i                           | (1+i)·3·(7+2i) (1+i)·3·(7−2i) |
| 961   | 31                                      | (p) |
| 962   | 1+31i 11+29i 29+11i 31+i                | (1+i)·(3+2i)·(6+i) (1+i)·(3+2i)·(6−i) (1+i)·(3−2i)·(6+i) (1+i)·(3−2i)·(6−i)                                                      |
| 964   | 8+30i 30+8i                             | (1+i)2·(15−4i) −i·(1+i)2·(15+4i)                                                                                                 |
| 965   | 2+31i 17+26i 26+17i 31+2i               | i·(2+i)·(12−7i) (2+i)·(12+7i) i·(2−i)·(12−7i) (2−i)·(12+7i)                                                                      |
| 968   | 22+22i                                  | −i·(1+i)3·11 |
| 970   | 3+31i 21+23i 23+21i 31+3i               | i·(1+i)·(2−i)·(9−4i) (1+i)·(2+i)·(9−4i) (1+i)·(2−i)·(9+4i) −i·(1+i)·(2+i)·(9+4i)                                                 |
| 976   | 20+24i 24+20i                           | −i·(1+i)4·(6−5i) −(1+i)4·(6+5i)                                                                                                  |
| 977   | 4+31i 31+4i                             | (p) (p) |
| 980   | 14+28i 28+14i                           | (1+i)2·(2−i)·7 −i·(1+i)2·(2+i)·7                                                                                                 |
| 981   | 9+30i 30+9i                             | i·3·(10−3i) 3·(10+3i) |
| 985   | 12+29i 16+27i 27+16i 29+12i             | i·(2−i)·(14+i) i·(2−i)·(14−i) (2+i)·(14+i) (2+i)·(14−i)                                                                          |
| 986   | 5+31i 19+25i 25+19i 31+5i               | (1+i)·(4+i)·(5+2i) (1+i)·(4−i)·(5+2i) (1+i)·(4+i)·(5−2i) (1+i)·(4−i)·(5−2i)                                                      |
| 997   | 6+31i 31+6i                             | (p) (p) |
| 1000  | 10+30i 18+26i 26+18i 30+10i             | −i·(1+i)3·(2+i)2·(2−i) (1+i)3·(2−i)3 −(1+i)3·(2+i)3 −i·(1+i)3·(2+i)·(2−i)2                                                       |